# Hylodes perere
Hylodes perere es una especie de anfibio anuro de la familia Hylodidae.

## Distribución geográfica
Esta especie es endémica de Serra Negra en el estado de Minas Gerais en Brasil. Habita en Santa Bárbara do Monte Verde.

## Descripción
Hylodes perere mide de 23 a 27 mm.

## Etimología
Su nombre de especie, proviene del portugués Pererê, nombre del personaje del folclore indio de Brasil que vive en el bosque y perturba el silencio con sus gritos y silbidos, y le fue dado en referencia a sus vocalizaciones durante el día y la tarde.

## Publicación original
- Silva & Benmaman, 2008 : A new species of Hylodes Fitzinger from Serra da Mantiqueira, State of Minas Gerais, Brazil (Anura: Hylodidae). Revista Brasileira de Zoología, vol. 25, no 1, p. 89-99[5]